# Гордєєв Єгор Сергійович
Гордєєв Єгор Сергійович (нар. 27 лютого 1990, Київ, УРСР) — український телеведучий, продюсер.
Ведучий телеканалу «1+1 Україна», ранкового проєкту «Сніданок з 1+1» у парі з Нелею Шовкопляс. Амбасадор Центру Superhumans. Перший оголосив про початок повномасштабного вторгнення 24 лютого 2022 разом з Марічкою Падалко. Викладач у 1+1 media school. Підтримує освітню благодійність, тварин і притулки, дітей в лікарнях. Амбасадор міжнародних соціальних проєктів від МОМ, ЄС, ООН, Євроделегації тощо.

## Життєпис
Єгор народився 27 лютого 1990 у Києві.
Закінчив філософський факультет у Київському національному університеті імені Тараса Шевченка, а також вивчав режисуру телебачення в Київському національному університеті театру, кіно і телебачення імені І. Карпенка-Карого. На останніх курсах університету писав для різних видань і був колумністом «GQ»
На початку кар'єри Єгор був ведучим соціально-політичного ток-шоу «Київський форум» на КДР ТРК, розробляв для телеканалу «ТВі» ранкове мовлення та працював з телеканалом «Дождь».
З 2013 року працював на 1+1 ведучим ранкових випусків ТСН. Вів спецефіри ТСН про Майдан у 2014.
У 2016 році переїхав з України в Чехію, щоб займатися розробкою телеканалу «Настоящее время» — російськомовного міжнародного каналу, з редакцією в Празі, в якості альтернативи російському заангажованому медіапросторі з метою просування демократичних цінностей та інститутів. З 2017 року — ведучий «Сніданок з 1+1».
У травні 2021 році став продюсером денного інфотейнмент-шоу «Твій День» — найдовшого прямоефірного денного розважального проєкту на українському ТБ. Останній ефір відбувся 24 лютого 2022 року. У грудні 2021 року став автором і ведучим вечірнього інфотейнмент-шоу «Твій вечір».
Влітку 2021 озвучив журналіста Марті Викривача у мультфільмі «Щенячий патруль у кіно».
Восени 2021 року разом з колегами 1+1 вийшов на подіум в якості моделі в спецпроєкті на підтримку сучасних художників «Вдягни українське мистецтво».
Кілька разів ставав ведучим Міжнародного кінофестивалю «Молодість».

## Особисте життя
Єгор неодружений та не має дітей.
Має пса Джума і двох котів — Платон і Приблуда.
Захоплюється подорожами, плаванням і вітрильним спортом. Свого часу обійшов з наметом Іспанію і Португалію